# Cabárdia-Balcária

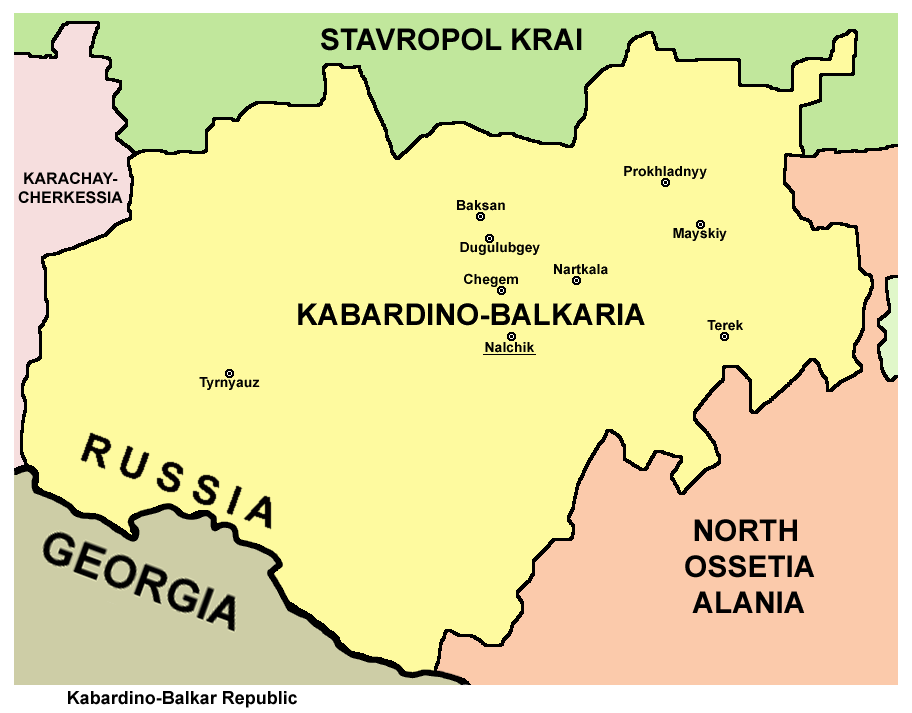

A Cabárdia-Balcária ou Cabardino-Balcária (russo:  Кабардино-Балкария, tr. Kabardino-Balkaria; em cabardino: Къэбэрдей-Балъкъэр, tr. Ķêbêrdej-Baĺķêr; em carachaio-bálcaro: Къабарты-Малкъар, tr. Qabartı-Malqar), oficialmente República da Cabárdia-Balcária (russo:  Кабардино-Балкарская Республика, tr. Kabardino-Balkarskaia Respublika; cabardino: Къэбэрдей-Балъкъэр Республикэ, tr. Ķêbêrdej-Baĺķêr Respublikê; carachaio-bálcaro: Къабарты-Малкъар Республика, tr. Qabartı-Malqar Respublika) é uma divisão federal da Federação da Rússia. Tem cerca de 900 mil habitantes em 12 500 km². A capital é a cidade de Naltchik. Localiza-se no Cáucaso russo, fazendo fronteira com a Geórgia. Tornou-se uma região autónoma da República Socialista Soviética da Rússia em 1921, passando em 1936 a República Autónoma Socialista Soviética, ainda dentro da Rússia. Em 1997 foi adoptada a Constituição da República da Cabárdia-Balcária.

## Geografia

### Geografia física

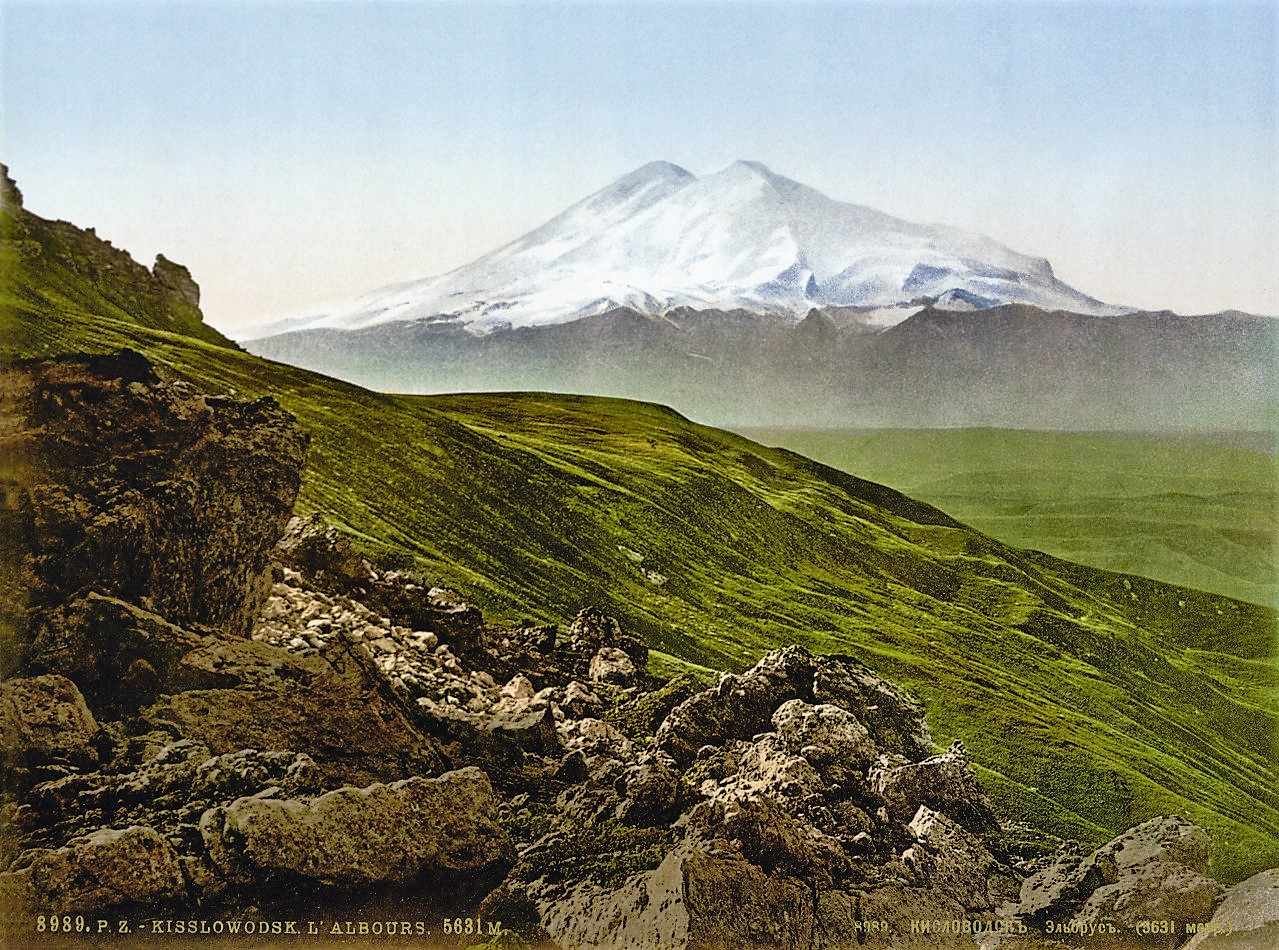
Os picos gémeos do Monte Elbrus na fronteira com a Carachai-Circássia

A Cabárdia-Balcária fica situada na Ciscaucásia, na vertente norte da cadeia do Cáucaso.
A metade nordeste desenvolve-se em terrenos planos, na bacia do rio Terek, que drena para o Mar Cáspio. A metade sudoeste é montanhosa e inclui, entre outros picos com mais de cinco mil metros, o Monte Elbrus, com 5 642 metros — o ponto mais alto da Europa.

### Demografia
A Cabárdia-Balcária é uma república multiétnica habitada maioritariamente por povos de língua caucasiana ao norte, na Cabárdia, e por povos de língua altaica do ramo turco ao sul, na Balcária.
De acordo com o recenseamento de 2002, os cabardinos constituem o grupo mais numeroso, com cerca de 55% da população total, seguidos dos russos com 25% e os bálcares com 12%.
Tanto cabardinos como bálcares são de tradição muçulmana sunita.